# Peregrinus
Peregrinus fue un término utilizado en el Imperio romano desde el 30 a. C. hasta el 212 para denotar a un sujeto provincial libre en el Imperio, pero que no era un ciudadano romano. Con el Edicto de Caracalla en 212 los peregrini se convirtieron en ciudadanos.

## Estadísticas
En los siglos I y II, la vasta mayoría (80-90%) de los habitantes del Imperio eran peregrini. Para el año 49 a. C., todos los italianos eran ciudadanos romanos. Fuera de Italia, en las provincias, aquellas que presentaban una colonización romana más intensa en los cerca de dos siglos de dominio, probablemente tuvieran una mayoría de ciudadanos romanos para finales del reinado de Augusto: Gallia Narbonensis (sur de Francia), Hispania Baetica (Andalucía) y África proconsularis (Túnez). En las provincias fronterizas, la proporción de ciudadanos habría sido bastante menor. Por ejemplo, un estimado de los ciudadanos romanos en Britania en torno al año 100 rondaría en los 50.000, menos del 3% de la población total de la provincia de alrededor de 1,7 millones. En el Imperio en conjunto, solo había unos 6 millones de ciudadanos romanos en el año 47, en el último censo quinquenal romano. Esta cifra conformaba solamente el 9% de una población del Imperio total estimada en aproximadamente 70 millones en esa época.

## Estatus social
En latín peregrinus (de donde se deriva la palabra «peregrino»; raíces: per a través y ager campo), significa «extranjero»; pero, a inicios del Principado, peregrini no significa extranjeros en sentido literal, dado que eran nativos de provincias al interior del Imperio: incluso en sus propias provincias, eran los romanos quienes eran los extranjeros. Sin embargo, la posición legal y fiscal superior de los ciudadanos romanos significó que los peregrini fueran reducidos a un estatus de segunda clase en sus propios países.
A los peregrini solo se les concedieron los derechos básicos del Ius gentium («derecho de gentes»), una suerte de derecho internacional derivado del derecho comercial desarrollado por las polis griegas, que fue usado por los romanos para regular las relaciones entre ciudadanos y no-ciudadanos. Pero el ius gentium no confería muchos de los derechos y protecciones del ius civile («derecho de ciudadanos», i.e. derecho romano).
En la esfera del derecho penal, no existía ninguna ley que impidiera la tortura de los peregrini durante interrogatorios oficiales. Así, estos eran sujetos a una justicia sumaria, incluyendo la ejecución, a discreción del Gobernador romano. Al menos en teoría, los ciudadanos romanos no podían ser torturados y podían insistir en ser juzgados por una audiencia de la corte del gobernador. Esto implicaba que el gobernador actuaba como juez, aconsejado por un consilium de altos oficiales, así como el derecho del defendido a emplear consejería legal. Los ciudadanos romanos también gozaban de una salvaguarda importante contra una posible negligencia del gobernador: el derecho a apelar una sentencia penal, especialmente si se trataba de una pena de muerte, directamente al Emperador.
Con respecto al derecho civil, los peregrini estaban sujetos a las leyes y tribunales de sus civitas (una circunscripción administrativa, similar a un condado, basado en los territorios tribales prerromanos). Por otra parte, los casos que involucraban a ciudadanos romanos eran adjudicados a la corte del gobernador, según la reglamentación elaborada del derecho civil romano. Esto otorgó a los ciudadanos una ventaja sustancial en las disputas con los peregrini, especialmente, sobre tierras dado que el derecho romano siempre prevalecía sobre las leyes locales si ambas entraban en conflicto. Además, los veredictos del gobernador estaban a menudo influenciados por el estatus social de las partes (y, a menudo, por soborno), más que por la jurisprudencia.
En la esfera fiscal, los peregrini estaban sujetos a impuestos directos (tributum): estaban obligados a pagar un impuesto per cápita anual (tributum capitis), una fuente importante de ingresos para el Imperio. Los ciudadanos romanos estaban exentos de pagar este impuesto. Como se esperaría en una economía agraria, el ingreso más importante de lejos era el impuesto predial (tributum soli), que se pagaba por la mayor parte de las tierras provinciales. Nuevamente, la tierra en Italia estaba exenta del pago de este impuesto, así como la tierra de propiedad de colonos romanos (coloniae) fuera de Italia.
En la esfera militar, los peregrini fueron excluidos de prestar servicios en las legiones y solo podían enrolarse en las menos prestigiosas tropas auxiliares romanas.
En la esfera social, los peregrini no poseían el derecho al connubium («matrimonio mixto»):  i.e. no podían casarse legalmente con un ciudadano romano. Por ello, cualquier hijo de un matrimonio mixto era ilegítimo y no podía heredar la ciudadanía (o las propiedades). Además, los peregrini no podían designar a sus herederos bajo el derecho romano, a menos que fueran auxiliares militares. Por tanto, a su muerte estaban legalmente intestados, por lo que sus bienes pasaban a ser propiedad del Estado.

## Autoridades locales
Cada provincia del Imperio estaba dividida en tres tipos de autoridades locales: coloniae (colonias romanas, originalmente fundadas por veteranos legionarios retirados), municipia (ciudades con «derechos latinos», una suerte de seudo-ciudadanía) y civitates peregrinae, las autoridades locales de los peregrini.
Las Civitates peregrinae estaban basadas en los territorios de las ciudades-estado prerromanas del Mediterráneo o tribus indígenas (al noroeste de Europa y las provincias del Danubio), menos las tierras confiscadas por los romanos tras la conquista de la provincia para proveer tierras a los veteranos legionarios o convertirse en estados imperiales.
Si bien el gobernador provincial tenía un poder absoluto para intervenir en los asuntos civitas, en la práctica las civitates eran predominantemente autónomas, en parte debido a que el gobernador operaba con una burocracia mínima y simplemente no tenía los recursos para un manejo detallado de las civitates. Las civitates recolectaban y enviaban sus tributum anuales (impuestos per cápita y predial) y realizaban los servicios requeridos, tales como mantener las calzadas romanas que cruzaban su territorio. Por ello, la administración central provincial les permitía ocuparse de sus asuntos.
Las civitates peregrinae eran a menudo gobernadas por los descendientes de las aristocracias que las dominaran cuando aún eran entidades independientes en la era pre-conquista, aunque muchos de estos podían haber sufrido una gran disminución de sus territorios durante el período de invasión. Estas elites dominarían el consejo civitas y las magistraturas ejecutivas, que estarían basadas en instituciones tradicionales. Ellos decidirían las disputas en conformidad con el derecho consuetudinario tribal. Si al pueblo principal de una civitas se le otorgaba el estatus de municipium, a los líderes elegidos de tal civitas y a su consejo entero (que podía estar compuesto de hasta 100 hombres) se le concedía automáticamente la ciudadanía.
Los romanos contaban con las elites nativas para mantener a sus civitates en orden y sumisas. Ellos aseguraban la lealtad de estas elites concediéndoles favores sustanciales: mercedes de tierras, ciudadanía e incluso la inscripción en la clase alta en la sociedad romana, la clase senatorial, para aquellos que cumplían con el umbral mínimo de propiedades. Estos privilegiados afianzaran aún más la riqueza y el poder de las aristocracias nativas, a expensas de las masas y de sus conciudadanos peregrini.

## Propiedad de la tierra
El Imperio romano fue, abrumadoramente, una economía agrícola: más del 80% de su población vivía y trabajaba en la tierra. Por lo tanto, los derechos sobre el uso de la tierra y su producto fueron el determinante más importante de la riqueza. La conquista romana y el Estado probablemente llevaron a un gran decaimiento de la situación económica del campesino peregrinus promedio, en favor del Estado romano, los terratenientes romanos y las elites nativas leales al Imperio. El Imperio romano era una sociedad con enormes disparidades en la riqueza, con una clase senatorial poseedora de una proporción significativa de todas las tierras en el Imperio en forma de grandes latifundia (latifundios), a menudo en varias provincias. Así, por ejemplo, Plinio el Joven declaraba en una de sus cartas que durante el gobierno de Nerón (54-68), la mitad de toda la África proconsularis (Túnez) estaba en posesión de apenas 6 terratenientes privados. De hecho, la clase senatorial, que era hereditaria, fue en sí parcialmente definida por la riqueza, ya que cualquier persona ajena a dicha clase que deseara sumarse a ella debía cumplir con tener abundantes títulos de propiedad.
De conformidad con el derecho romano, las tierras que hubiesen pertenecido a un pueblo vencido (dediticii) se convertían en propiedad del Estado romano. Una parte de estas tierras sería asignada a colonos romanos. Algunas serían vendidas a los grandes terratenientes romanos con el fin de recaudar fondos para el tesoro imperial. Algunas se mantendrían como «tierras propiedad del Estado» (ager publicus) que en la práctica eran gestionadas bienes imperiales. El resto sería devuelto a la civitas que las poseyera originalmente, pero no necesariamente retornaban a su estructura de propiedad previa. Gran parte de las tierras pudo haber sido confiscada a los miembros de las elites nativas que se opusieran a los invasores romanos y, como contraparte, fueron concedidas a quienes los apoyaran. A estos últimos se les habría concedido asimismo tierras que alguna vez fueran comunales.
La proporción de la tierra en cada provincia confiscada por los romanos tras su conquista es desconocida. Pero existen algunos indicios. Egipto es, de lejos, la provincia mejor documentada debido a la supervivencia de papiros en las condiciones secas del desierto. Allí, probablemente, un tercio de las tierras fueron ager publicus. De la evidencia disponible, se puede concluir que, entre bienes imperiales, tierra asignada a los coloniae y tierra vendida a terratenientes romanos privados, los peregrini de provincia habrían perdido la propiedad de más de la mitad de sus tierras como resultado de la conquista romana. Aun peor, los colonos romanos se habrían servido habitualmente manteniendo las mejores tierras para sí mismos.
Se conoce poco sobre el patrón de tenencia de tierras antes de la conquista romana, pero no existe duda de que cambió radicalmente tras la llegada de los romanos. En particular, muchos campesinos libres que habían cultivado las mismas parcelas por generaciones (es decir, que eran propietarios en virtud del derecho consuetudinario tribal), se habrían visto reducidos a ser inquilinos, obligados a pagar el alquiler a los propietarios romanos ausentes o a los agentes del procurator, el oficial financiero en jefe de la provincia, si sus tierras eran para entonces propiedad del Imperio. Incluso si su nuevo arrendador era un aristócrata local, el campesino libre podía encontrarse en una peor situación por ser obligado a pagar renta por una tierra que antes cultivaba de forma gratuita, o a pagar tasas por pastar sus rebaños en los pastos que habían sido anteriormente comunales.